# Tumo Turbo
Tumo Turbo (* 23. Februar 1970; † 27. Oktober 2008) war ein äthiopischer Marathonläufer.
1993 wurde er Sechster beim im Rahmen des San-Sebastián-Marathons ausgetragenen IAAF-Weltcup-Marathon. Einem zweiten Platz beim Turin-Marathon 1994 folgte im Jahr darauf der Sieg bei der Premiere des Prag-Marathons. Damit qualifizierte er sich für die Weltmeisterschaften in Göteborg, bei denen er auf den 29. Platz kam.
1996 gewann er den Houston-Marathon und wurde daraufhin für die Olympischen Spiele in Atlanta nominiert. Dort erreichte er nicht das Ziel; dafür gewann er im Herbst den Eindhoven-Marathon und wurde Zweiter beim New-York-City-Marathon.
Im Jahr darauf wurde er Zweiter beim Biwa-See-Marathon mit seiner persönlichen Bestzeit von 2:09:00 h. Bei den Weltmeisterschaften in Athen ging er zunächst in Führung, gab dann aber auf. Im Herbst wurde er beim Chuncheon-Marathon Sechster.
1998 wurde er Fünfter beim Berlin-Marathon, und 2000 wurde er Sechster in Turin und siegte in San Sebastián.
Tumo Turbo starb 2008 bei einem Busunfall auf der Straße zwischen Addis Abeba und Awassa.